# Premier Division Irlanda
Premier Division Irlanda (limba irlandeză:Sraith na hÉireann) (română Liga Irlandei) este liga națională de fotbal a Irlandei. 
Premier Division a fost formată în 1985 în urma unei reorganizări a Ligii Irlandei, Division A a devenit Premier Division iar B Division a devenit First Division. St Patrick's Athletic și Bohemians sunt singurele cluburi actuale din Liga Irlandei care nu au retrogradat niciodată din Premier Division. Liga a fost câștigată de două ori de clubul Derry City , cu sediul în Irlanda de Nord , a cărui prezență în cadrul ligii o face o competiție transfrontalieră. Din 2003 , Premier Division se desfășoară din primăvară până în toamnă. Premier Division din 2025 a Ligii Irlandei a devenit primul an în care liga este formată în întregime din cluburi și jucători profesioniști cu normă întreagă.

## Format
Liga conține 22 de cluburi, împărțite în două serii de câte 12 și respectiv 10 echipe.

## Clasamentul UEFA
Coeficientul UEFA pe 2020
- 41  (35)  Divizia Națională
- 42  (37)  League of Ireland
- 43  (38)  Veikkausliiga
- 44  (47)  Umaglesi Liga
- 45  (45)  Prima Ligă Malteză
- 46  (39)  Landsbankadeild

## Istoria fotbalului irlandez prima ligă

### Denumirea și perioada
A Division - Divizia A (1921-1985)
| - 1921/22 : St James's Gate - 1922/23 : Shamrock Rovers - 1923/24 : Bohemians - 1924/25 : Shamrock Rovers - 1925/26 : Shelbourne - 1926/27 : Shamrock Rovers - 1927/28 : Bohemians - 1928/29 : Shelbourne - 1929/30 : Bohemians - 1930/31 : Shelbourne - 1931/32 : Shamrock Rovers - 1932/33 : Dundalk - 1933/34 : Bohemians - 1934/35 : Dolphin - 1935/36 : Bohemians - 1936/37 : Sligo Rovers | - 1937/38 : Shamrock Rovers - 1938/39 : Shamrock Rovers - 1939/40 : St James's Gate - 1940/41 : Cork United - 1941/42 : Cork United - 1942/43 : Cork United - 1943-44 : Shelbourne - 1943-45 : Cork United - 1944/46 : Cork United - 1946/47 : Shelbourne - 1947/48 : Drumcondra - 1948/49 : Drumcondra - 1949/50 : Cork Athletic - 1950/51 : Cork Athletic - 1951/52 : St Patrick's - 1952/53 : Shelbourne | - 1953/54 : Shamrock Rovers - 1954/55 : St Patrick's - 1955/56 : St Patrick's - 1956/57 : Shamrock Rovers - 1957/58 : Drumcondra - 1958/59 : Shamrock Rovers - 1959/60 : Limerick - 1960/61 : Drumcondra - 1961/62 : Shelbourne - 1962/63 : Dundalk - 1963/64 : Shamrock Rovers - 1964/65 : Drumcondra - 1965/66 : Waterford - 1966/67 : Dundalk - 1967/68 : Waterford - 1968/69 : Waterford | - 1969/70 : Waterford - 1970/71 : Cork Hibernians - 1971/72 : Waterford - 1972/73 : Waterford - 1973/74 : Cork Celtic - 1974/75 : Bohemians - 1975/76 : Dundalk - 1976/77 : Sligo Rovers - 1977/78 : Bohemians - 1978/79 : Dundalk - 1979/80 : Limerick - 1980/81 : Athlone Town - 1981/82 : Dundalk - 1982/83 : Athlone Town - 1983/84 : Shamrock Rovers - 1984/85 : Shamrock Rovers |

| Locul | Club Sportiv    | Campioană | Sezoane în care a devenit campioană                                                                        |
| ----- | --------------- | --------- | --- |
| 1     | Shamrock Rovers | 12        | 1922–23, 1924–25, 1926–27, 1931–32, 1937–38, 1938–39, 1953–54, 1956–57, 1958–59, 1963–64, 1983–84, 1984–85 |
| 2     | Shelbourne      | 7         | 1925–26, 1928–29, 1930–31, 1943–44, 1946–47, 1952–53, 1961–62                                              |
| 2     | Bohemians       | 7         | 1923–24, 1927–28, 1929–30, 1933–34, 1935–36, 1974–75, 1977–78                                              |
| 3     | Dundalk         | 6         | 1932–33, 1962–63, 1966–67, 1975–76, 1978-79, 1981–82                                                       |
| 3     | Waterford       | 6         | 1965–66, 1967–68, 1968–69, 1969–70, 1971–72, 1972–73                                                       |
| 4     | Cork United     | 5         | 1940–41, 1941–42, 1942–43, 1944–45, 1945–46                                                                |
| 4     | Drumcondra      | 5         | 1947–48, 1948–49, 1957–58, 1960–61, 1964–65                                                                |
| 5     | St Patrick's    | 3         | 1951–52, 1954–55, 1955–56                                                                                  |
| 6     | St James's Gate | 2         | 1921–22, 1939–40                                                                                           |
| 6     | Sligo Rovers    | 2         | 1936–37, 1976–77                                                                                           |
| 6     | Cork Athletic   | 2         | 1950–51, 1951-52                                                                                           |
| 6     | Limerick        | 2         | 1959–60, 1979–80                                                                                           |
| 6     | Athlone Town    | 2         | 1980–81, 1982–83                                                                                           |
| 7     | Dolphin         | 1         | 1934–35 |
| 7     | Cork Hibernians | 1         | 1970–71 |
| 7     | Cork Celtic     | 1         | 1973–74 |

### Echipele în top 3 Premier Division
| Sezon | Campioană | Locul 2 | Locul 3 |

| Sezon | Campioană | Locul 2 | Locul 3 |

| 2021    | Shamrock Rovers | St. Patrick's   | Sligo Rovers    |
| 2019    | Dundalk         | Shamrock Rovers | Bohemians       |
| 2017    | Cork City       | Dundalk         | Shamrock Rovers |
| 2015    | Dundalk         | Cork City       | Shamrock Rovers |
| 2013    | St. Patrick's   | Dundalk         | Sligo Rovers    |
| 2011    | Shamrock Rovers | Sligo Rovers    | Derry City      |
| 2009    | Bohemians       | Shamrock Rovers | Cork City       |
| 2007    | Drogheda United | St. Patrick's   | Bohemians       |
| 2005    | Cork City       | Derry City      | Shelbourne      |
| 2003    | Shelbourne      | Bohemians       | Cork City       |
| 2001-02 | Shelbourne      | St. Patrick's   | Shamrock Rovers |
| 1999-00 | Shelbourne      | Cork City       | Bohemians       |
| 1997-98 | St. Patrick's   | Shelbourne      | Cork City       |
| 1995-96 | St. Patrick's   | Bohemians       | Sligo Rovers    |
| 1993-94 | Shamrock Rovers | Cork City       | Galway United   |
| 1991-92 | Shelbourne      | Derry City      | Cork City       |
| 1989-90 | St. Patrick's   | Derry City      | Dundalk         |
| 1987-88 | Dundalk         | St. Patrick's   | Bohemians       |
| 1985-86 | Shamrock Rovers | Galway United   | Dundalk         |

| 2022    | Shamrock Rovers | Derry City      | Dundalk         |
| 2020    | Shamrock Rovers | Bohemians       | Dundalk         |
| 2018    | Dundalk         | Cork City       | Shamrock Rovers |
| 2016    | Dundalk         | Cork City       | Derry City      |
| 2014    | Dundalk         | Cork City       | Sligo Rovers    |
| 2012    | Sligo Rovers    | Drogheda United | St. Patrick's   |
| 2010    | Shamrock Rovers | Bohemians       | Sligo Rovers    |
| 2008    | Bohemians       | St. Patrick's   | Derry City      |
| 2006    | Shelbourne      | Derry City      | Drogheda United |
| 2004    | Shelbourne      | Cork City       | Bohemians       |
| 2002-03 | Bohemians       | Shelbourne      | Shamrock Rovers |
| 2000-01 | Bohemians       | Shelbourne      | Cork City       |
| 1998-99 | St. Patrick's   | Cork City       | Shelbourne      |
| 1996-97 | Derry City      | Bohemians       | Shelbourne      |
| 1994-95 | Dundalk         | Derry City      | Shelbourne      |
| 1992-93 | Cork City       | Bohemians       | Shelbourne      |
| 1990-91 | Dundalk         | Cork City       | St. Patrick's   |
| 1988-89 | Derry City      | Dundalk         | Limerick        |
| 1986-87 | Shamrock Rovers | Dundalk         | Bohemians       |

### Palmares Premier Division
| Locul | Club Sportiv    | Campioană | Sezoane în care a devenit campioană                     |
| ----- | --------------- | --------- | ------------------------------------------------------- |
| 1     | Dundalk         | 8         | 1987–88, 1990–91, 1994–95, 2014, 2015, 2016, 2018, 2019 |
| 2     | Shamrock Rovers | 8         | 1985–86, 1986–87, 1993–94, 2010, 2011, 2020, 2021, 2022 |
| 2     | Shelbourne      | 6         | 1991–92, 1999–00, 2001–02, 2003, 2004, 2006             |
| 3     | St Patrick's    | 5         | 1989–90, 1995–96, 1997–98, 1998–99, 2013                |
| 4     | Bohemians       | 4         | 2000–01, 2002–03, 2008, 2009                            |
| 5     | Cork City       | 3         | 1992–93, 2005, 2017                                     |
| 6     | Derry City      | 2         | 1988–89, 1996–97                                        |
| 7     | Drogheda        | 1         | 2007                                                    |
| 7     | Sligo Rovers    | 1         | 2012                                                    |

## Titluri pe orașe
| Regiune  | Orașul   | Titluri | Cluburi                                                                        |
| -------- | -------- | ------- | ------------------------------------------------------------------------------ |
| Leinster | Dublin   | 27      | Shamrock Rovers (11), Shelbourne (7), St Patrick's Athletic (5), Bohemians (4) |
| Leinster | Dundalk  | 8       | Dundalk (8)                                                                    |
| Munster  | Cork     | 3       | Cork City (3)                                                                  |
| Ulster   | Derry    | 2       | Derry City (2)                                                                 |
| Connacht | Sligo    | 1       | Sligo Rovers (1)                                                               |
| Leinster | Drogheda | 1       | Drogheda United (1)                                                            |
| Leinster | Athlone  | 1       | Athlone Town (1)                                                               |